# ستيفانو سابيلي
ستيفانو سابيلي (بالإيطالية: Stefano Sabelli)‏ (13 يناير 1993 بروما في إيطاليا - ) هو لاعب كرة قدم إيطالي في مركز الدفاع. شارك مع منتخب إيطاليا تحت 18 سنة لكرة القدم ومنتخب إيطاليا تحت 19 سنة لكرة القدم ومنتخب إيطاليا تحت 20 سنة لكرة القدم ومنتخب إيطاليا تحت 21 سنة لكرة القدم. أما مع النوادي، فقد لعب مع نادي باري ونادي روما ونادي كاربي.

## وصلات خارجية
- ستيفانو سابيلي على موقع الاتحاد الأوربي (الإنجليزية)
- ستيفانو سابيلي على موقع قاعدة بيانات كرة القدم.إي يو (الإنجليزية)
- ستيفانو سابيلي على موقع Soccerway.com (الإنجليزية)
- ستيفانو سابيلي على موقع عالم كرة القدم.نت (الإنجليزية)
- ستيفانو سابيلي على موقع AS.com (الإسبانية)